# حسین زکوانی
حسین زکوانی (انگلیسی: Housseine Zakouani؛ زادهٔ ۳۰ آوریل ۱۹۹۸) بازیکن فوتبال است.
از باشگاه‌هایی که در آن بازی کرده‌است می‌توان به باشگاه فوتبال المپیک مارسی اشاره کرد.
وی همچنین در تیم ملی فوتبال اتحاد قمر بازی کرده‌است.